# Центральное скаутское агентство НХЛ
Центральное скаутское бюро НХЛ  (англ. NHl Central Scouting Bureau) или Центральные скаутские службы НХЛ (англ. NHL Central Scouting Services (CSS) — управление в структуре Национальной хоккейной лиги, которое оценивает молодых игроков для Драфта НХЛ в определённое время по ходу хоккейного сезона. Оценка игроков основана на том, как хорошо они перейдут к профессиональной игре в НХЛ. Оно было создано Джеком Баттоном в 1975 году для создания централизованной базы данных молодых игроков для НХЛ. Баттон работал директором до 1979, а в настоящее время им является Дэн Марр. Управление состоит из служащих в офисе НХЛ в Торонто, а также восьми скаутов, работающих на постоянной основе, и пятнадцати скаутов, занятых неполное рабочее время, по всей Северной Америке. Для отчёта по молодым игрокам, играющим в Европе, НХЛ нанимает Горана Стабба и его команду из шести скаутов, работающих в Европейских Скаутских Службах (англ. European Scouting Services), расположенных в Финляндии. Все 29 скаутов просматривают приблизительно 3000 игр каждый год.

## Процедура оценки
Работники Центрального Скаутского Бюро по контрольному списку оценивают умения и навыки игрока и то, как он сможет их применить в профессиональной игре. Игроки оцениваются по каждому навыку как Отличнорус/Excellenten (E), Очень хорошорус/Very gooden (VG), Хорошорус/Gooden (G), Среднерус/Averageen (A), Слаборус/Pooren (P) и Неудовлетворительнорус/Not Applicableen (NA). Для разных позиций (нападающий, защитник и вратарь) придаётся значение разным навыкам. Рейтинги составляются на основании многочисленных обзоров мнений профессиональных скаутов об игроках и публикуются дважды в месяц.